# Iglesia de San Francisco de Asís (Marcapata)
La Iglesia San Francisco de Asís de Marcapata es una iglesia ubicado en el distrito de Marcapata, provincia de Quispicanchi, departamento de Cusco en Perú.
Fue construido por la Orden Franciscana con el apoyo económica del obispo Manuel Mollinedo y Angulo. Data de la época virreinal, en la segunda mitad del siglo XVI. Su fábrica es de muros de piedra y barro con la técnica del 'tapial' y el techo elaborado en madera y paja. Se encuentra rodeado de un jardín donde se ubica una piedra de molino. En el interior presenta pinturas murales de representaciones de personas, animales y flores.

## Wasi chakuyo repaje
La segunda semana de agosto entre cada cuatro a cinco años se realiza el repaje también llamado ‘wasi chakuy’. El repaje de la Iglesia San Francisco de Asís de Marcapata fue declarado Patrimonio Cultural de la Nación por el Ministerio de Cultura en 2015. Es una práctica tradicional de renovación de la paja del tejado que se realiza mediante una ceremonia y que implica la participación de las comunidades.